# Or Akiwa
Or Akiwa (hebr. אור עקיבא; arab. أور عكيفا; ang. Or Aqiva) – miasto położone w dystrykcie Hajfa w Izraelu.

## Położenie
Leży na równinie Szaron na północ od miasta Hadera, w otoczeniu wioski Cezarea, strefy przemysłowej Cezarei, miasteczek Binjamina-Giwat Ada i Dżisr az-Zarka, oraz moszawu Bet Chananja.

## Historia
Badania archeologiczne odkryły w tej okolicy pozostałości budynku, prasę winną, klepisko oraz fragment starożytnej drogi z okresu panowania Bizancjum. Powstanie budynków jest datowane na czas panowania Konstantyna II.
Współczesna osada powstała w 1951 roku jako obóz (Ma’abarot) dla nowych żydowskich imigrantów napływających masowo do Izraela. Obóz został założony na piaszczystych wydmach na północ od miasta Hadery i był utrzymywany przez Agencję Żydowską. Nazwano go na cześć rabina Akiby ben Josefa. W latach 50. XX wieku osiedlili się tutaj imigranci z Maroka, ZSRR i Polski. W latach 70. dołączyli do nich imigranci z Kaukazu. W ten sposób, w 1992 roku liczba mieszkańców wzrosła do 8 tys. osób. W 2001 roku uzyskało status miasta.

## Demografia
Zgodnie z danymi Izraelskiego Centrum Danych Statystycznych w 2008 roku w mieście żyło 15,8 tys. mieszkańców, w tym 99,3% Żydzi.
Zgodnie z danymi Izraelskiego Centrum Danych Statystycznych w Or Akiwa w 2000 było 5739 zatrudnionych pracowników i 399 pracujących na własny rachunek. Pracownicy otrzymujący stałe pensje zarabiali w 2000 średnio 3845 NIS, i otrzymali w ciągu roku podwyżki średnio o 7,3%. Przy czym mężczyźni zarabiali średnio 4737 NIS (podwyżka o 7,3%), a kobiety zarabiały średnio 2848 NIS (podwyżka o 4,3%). W przypadku osób pracujących na własny rachunek średnie dochody wyniosły 4662 NIS. W 2000 roku w Or Akiwa było 533 osoby otrzymujące zasiłek dla bezrobotnych i 1864 osób otrzymujących świadczenia gwarantowane.
Populacja miasta pod względem wieku (dane z 2006 r.):
| Wiek (w latach) | Procent populacji w % |
| --------------- | --------------------- |
| 0-4             | 7,9%                  |
| 5-9             | 8,0%                  |
| 10-14           | 8,1%                  |
| 15-19           | 7,2%                  |
| 20-29           | 16,5%                 |
| 30-44           | 18,8%                 |
| 45-59           | 19,5%                 |
| ponad 60        | 14,0%                 |

Źródło danych: Central Bureau of Statistics.

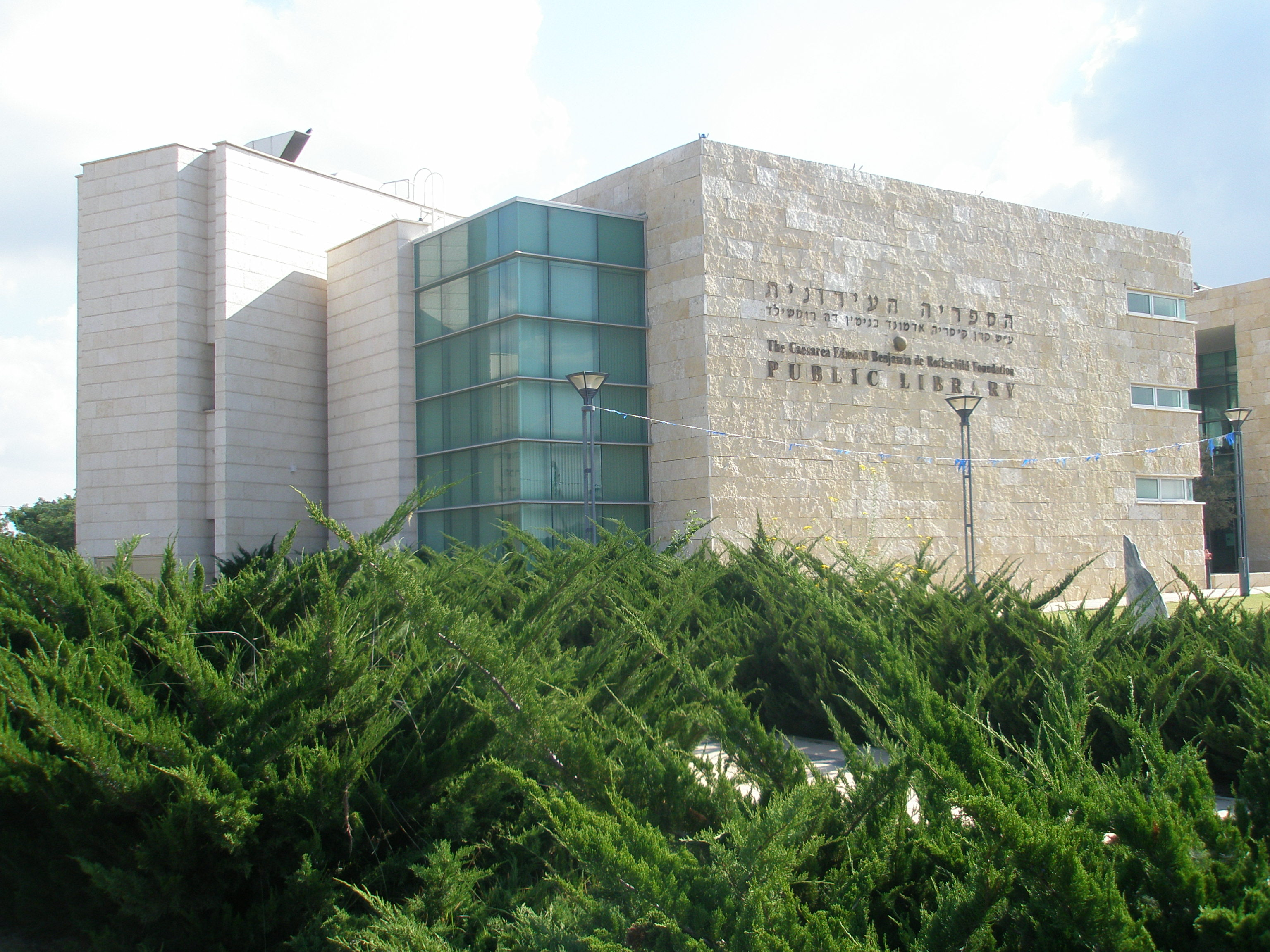
Biblioteka publiczna w Or Akiwa

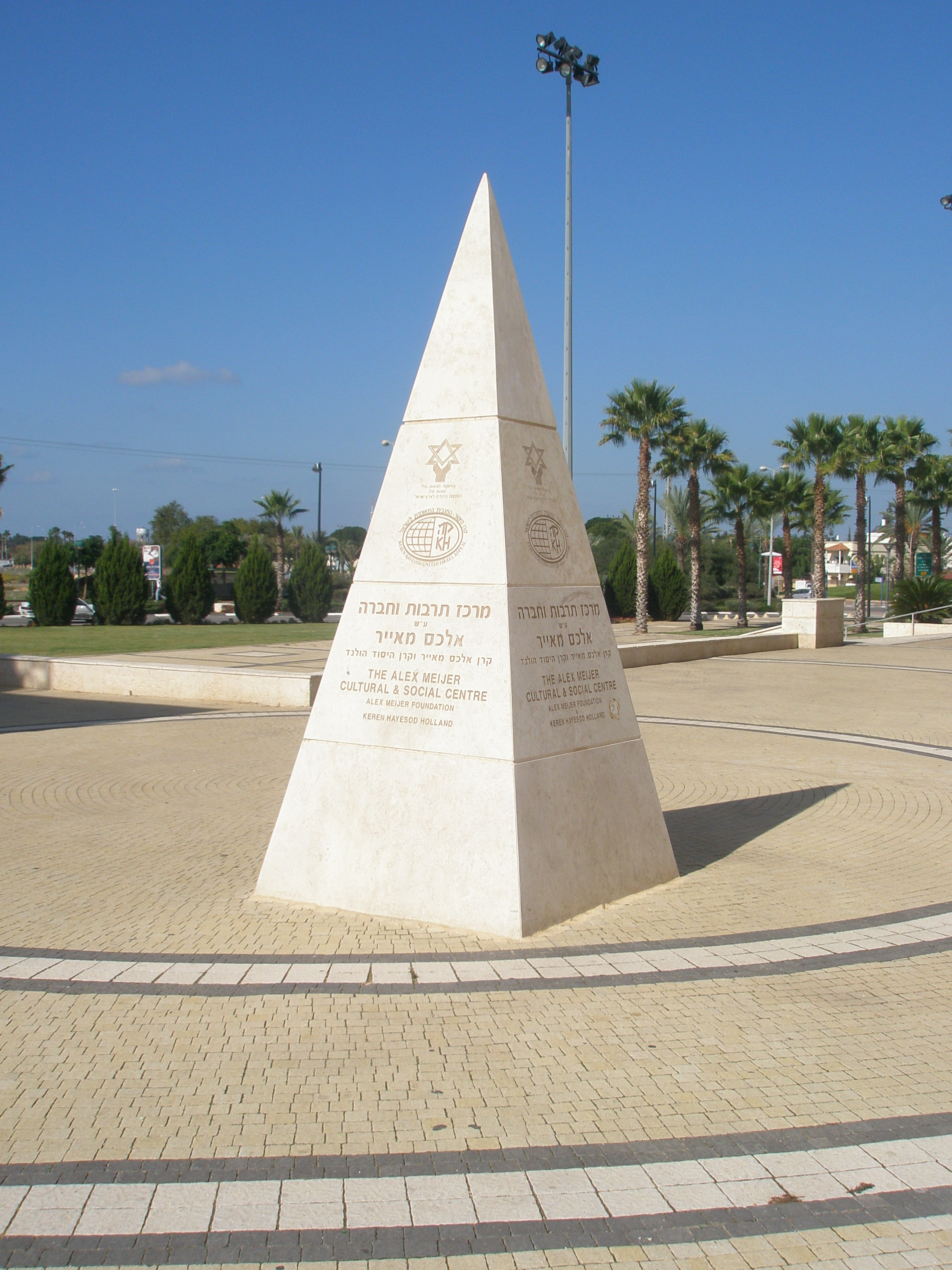
Or Akiwa

W mieście znajdują się następujące osiedla mieszkaniowe: Orot, Rabin, Ganei Or, Neve Alon, Shchunat Hakaravanim, Ben Gurion, Kennedy, Shazar i Ha-Yovel.

## Gospodarka
W mieście znajdują się dwie strefy przemysłowe. Działa tutaj ponad 30 przedsiębiorstw, wśród których jest między innymi Raphael Valves Industries Ltd. produkująca różnorodne zawory, w tym hydranty przeciwpożarowe. Spółka E. G. Cosmetics Labs Ltd. od 1978 produkuje kosmetyki. Firma Darbox Ltd. produkuje różnorodne opakowania papierowe. Znajduje się tutaj także prężnie rozwijający się zakład farmaceutyczny Dexxon.

## Transport
Wzdłuż zachodniej granicy miasta przebiega autostrada nr 2, brak jednak możliwości wjazdu na nią. Natomiast wzdłuż wschodniej granicy miasta przebiega droga ekspresowa nr 4. Lokalną drogą w kierunku zachodnim można dojechać do wioski Cezarea, w kierunku południowo-wschodnim można dojechać do parku przemysłowego Cezarei, natomiast w kierunku wschodnim drogą nr 653 dojeżdża się do miasteczka Binjamina-Giwat Ada.

## Edukacja
W Or Akiwa znajduje się 6 szkół podstawowych i 5 szkół średnich, w których ogółem uczy się 2,4 tys. uczniów. Z uczelni religijnych znajduje się tutaj Chabad of Or Akiva.

## Kultura
W południowej części miasta znajduje się kompleks centrum kultury Or Akiwa. W zespole budynków są liczne pracownie, sala koncertowa i teatr.
Wśród kilku parków miejskich szczególnie wyróżnia się Park Ekaliptusowy. Stworzono tutaj popularne centrum rekreacyjno-sportowe, z wewnętrznymi drogami rowerowymi i licznymi miejscami piknikowymi.

## Sport
W Or Akiwa działa klub sportowy i drużyna piłki nożnej Maccabi Or Akiwa. W centrum sportowym „Pais” znajdują się sale sportowe oraz korty tenisowe.